# 쥬스틴 캄포스
쥬스틴 캄포스 마드리스(Jeaustin Campos Madriz, 1971년 6월 30일 ~)는 코스타리카의 전 축구선수이자 현 지도자이다.

## 클럽 경력
코스타리카의 최고 명문 데포르티보 사프리사에서 활약하였으며 LG 치타스(현 FC 서울)에서 활약하였다.
LG 치타스 입단 당시 K리그 사상 첫 번째 북중미 국가인 코스타리카의 대표팀 출신 외국인 선수로 또한 캄포스의 아버지가 주한 코스타리카 대사관에 재직중인 외교관이어서 화제를 불러 모았다.
당시 최용수와 훌륭한 콤비플레이를 보여 주었으며K리그 정규리그 (17경기, 2득점, 5도움)와 리그컵 (2경기 0득점, 0도움) 통산 18경기 출장, 2득점, 5도움의 기록을 남겼다.

## 국가대표팀 경력
코스타리카 축구 국가대표팀 소속으로 A매치 20경기 출장 기록을 가지고 있다.

## 지도자 경력
친정팀인 코스타리카의 최고 명문 데포르티보 사프리사 감독을 역임하였으며 2011년 8월 푸에르토리코 축구 국가대표팀의 새감독이 되었다.